# 파인베르크바우

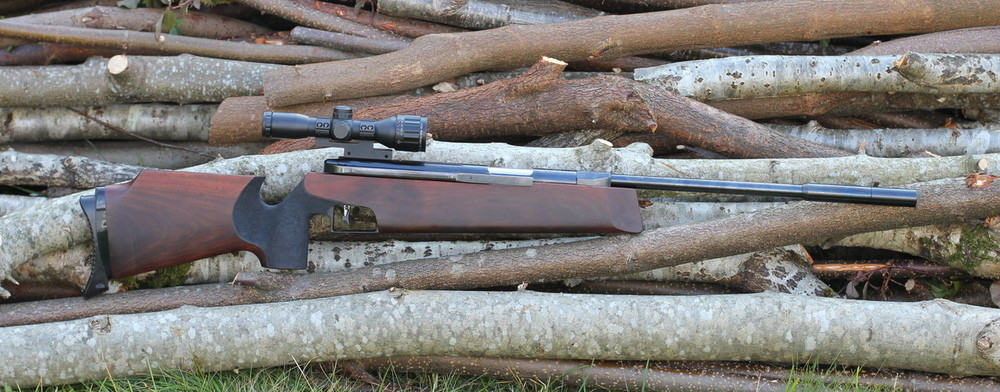
FWB 300 S

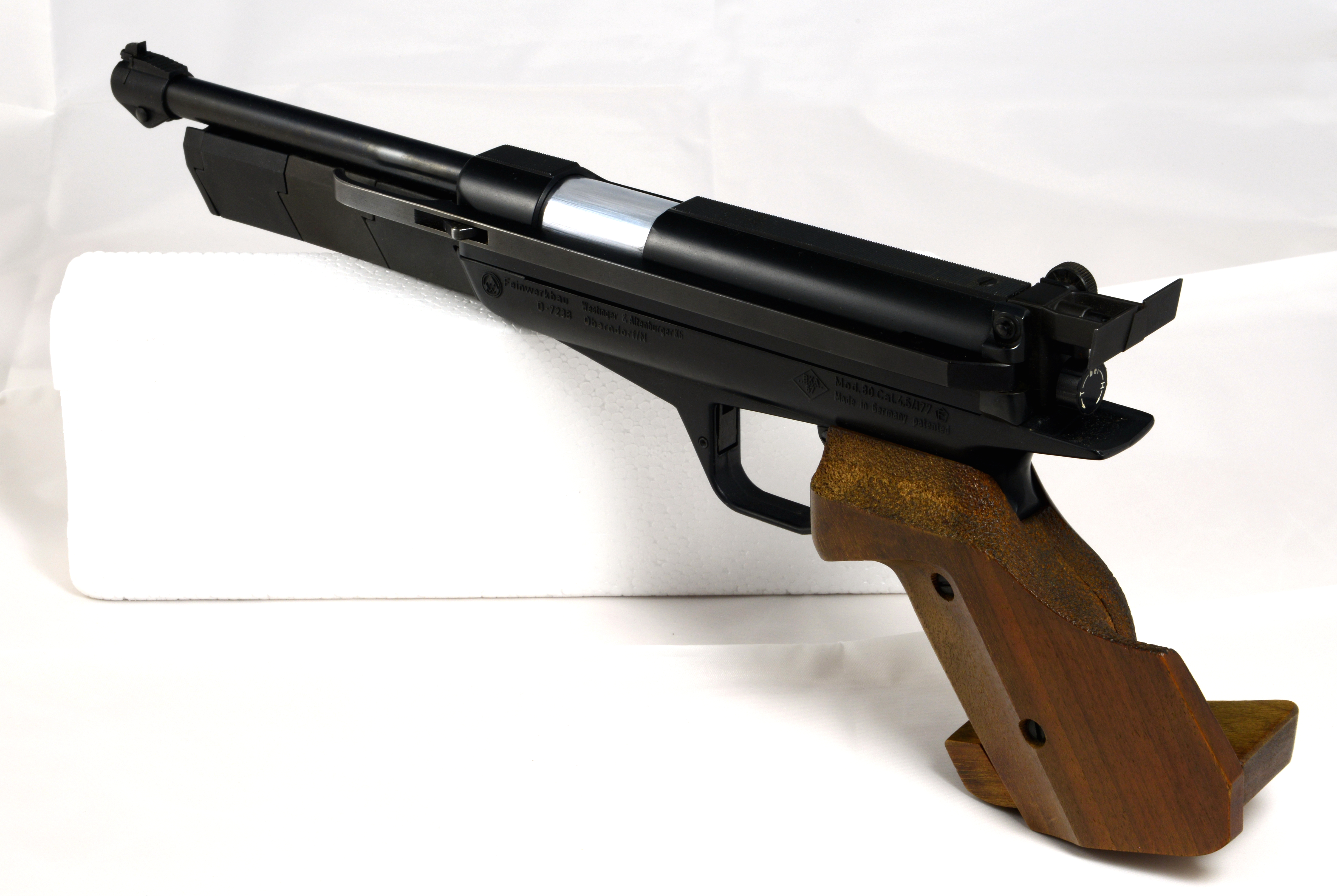
Mod. 80

파인베르크바우(Feinwerkbau, FWB)는 국제 사격 연맹(ISSF)이 관리하는 올림픽에서 경쟁하는 기종을 포함, 주로 국제식 사격에 집중하는 공기총, 그리고 화기를 제조하는 독일의 제조사이다.
이 기업은 현재 공기총과 소총, 소형 칼리버 .177, .22 롱 라이플, 2개의 전장 총포 화약무기 등의 제품 라인을 제공한다.
파인베르크바우는 독일어이며 '정밀공학'으로 번역된다.

## 공기 소총
- FWB 110 4.5mm
- FWB 124 4.5mm
- FWB 127 5.5mm
- FWB 150 4.5mm
- FWB 300 4.5mm
- FWB 300 S 4.5mm
- FWB 600/601/602/603 4.5mm
- FWB P70 4.5mm
- FWB P700 4.5mm
- FWB P800X 4.5mm

## 공기 권총
- 65 recoilless
- 80 recoilless
- 90 recoilless
- FWB 100 match pistol
- FWB 102 match pistol
- FWB 103 match pistol
- Model 2 4.5mm match pistol
- C-10 4.5mm match pistol
- C-20 4.5mm match pistol
- C-25 4.5mm match pistol
- P30 4.5mm match pistol
- P34 4.5mm match pistol
- P40 4.5mm match pistol
- P44 4.5mm match pistol
- P8X 4.5mm match pistol
- C5 4.5mm
- C55 4.5mm
- C55P 4.5mm
- P55 4.5mm
- P56 4.5mm
- P58 4.5mm